# Jaromír Nohavica
Jaromír Nohavica (Ostrava, 7 juni 1953) is een Tsjechische singer-songwriter. In eerste instantie begon Nohavica zijn muziekcarrière als tekstschrijver voor andere artiesten, maar vanaf 1982 treedt hij zelf op. Nohavica speelt gitaar en accordeon.

## Discografie

### Albums
- 1988 – Darmoděj
- 1989 – Osmá barva druhy (als cassette en in 1994 als cd)
- 1990 – V tom roce pitomém
- 1993 – Mikymauzoleum
- 1994 – Tři čuníci
- 1995 – Darmoděj a další
- 1996 – Divné století
- 1998 – Koncert
- 1998 – 3x Jarek Nohavica
- 2000 – Moje smutné srdce
- 2003 – Babylon
- 2006 – Pražská pálená
- 2006 – Doma
- 2006 – Od Jarka pod stromeček
- 2007 – Box 4 CD
- 2008 – Ikarus
- 2008 – Z pódia
- 2009 – V Lucerně
- 2009 – Virtuálky
- 2009 – Platinová kolekce
- 2010 – Virtuálky 2
- 2010 – Adventní koncert
- 2012 – Virtuálky 3
- 2012 – Tak mě tu máš
- 2012 – Koncerty 1982 a 1984
- 2012 – Půlnoční trolejbus

### Ep’s
- 1985 – Cesty
- 1988 – Písně pro V.V. (2 ep's)

## Trivia
- In 2007 beschuldigde de Tsjechische singer-songwriter Jaroslav Hutka Nohavica ervan te hebben samengewerkt met de staatsveiligheidsdienst StB (de geheime politie ten tijde van het communistisch regime in Tsjechoslovakije). In diens lied 'Udavac' ("Verlinker") verwijt hij Nohavica zijn samenwerking met de geheime politie in de jaren 80 niet te verklaren. Documenten die in het voorgaande jaar waren vrijgegeven gaven namelijk aan dat in jaren 80 Nohavica ontmoetingen in Oostenrijk had met de bekende dissidenten Karel Kryl en Pavel Kohout, en aan de politie verslag uitbracht van hun activiteiten.
- Jaromír Nohavica is een fervent aanhanger van de Tsjechische voetbalclub FC Baník Ostrava.
- Samen met de Tsjechische band Čechomor en zanger Karel Phílal speelt Nohavica in de film Rok Ďábla (vertaald: Het jaar van de Duivel) van Petr Zelenka, waarin ook een rol is weggelegd voor Killing Joke-frontman Jaz Coleman.